# Фармацевт Практик
Український фармацевтичний вісник «Фармацевт Практик» — спеціалізоване медичне видання, щомісячний науково-практичний журнал для спеціалістів у галузі медицини та  фармації: аптечних і клінічних провізорів; фармацевтів; лікарів; студентів медичних та фармацевтичних навчальних закладів; співробітників компаній, які працюють у виробництві та дистрибуції лікарських засобів та виробів медичного призначення.
Тематика видання: новини фармацевтичного сектора; інформація від державних органів, громадських та пацієнтських організацій, професійних асоціацій; інновації в медицині та фармації; розробка, випробування і застосування лікарських засобів; діагностика та лікування захворювань; фармацевтична освіта; фармацевтична опіка пацієнтів; фармакоекономіка; фармацевтична профілактика; фармацевтичні огляди; досвід аптек; екстемпоральне виготовлення лікарських засобів; мерчандайзинг в аптеці; професійна етика; професійні міні-тренінги для працівників аптек; історія медицини та фармації; психологічний практикум; здоровий спосіб життя; здорове харчування.
Видається із січня 2003 року. Видавець ТОВ «Фармацевт Практик».

Журнал зареєстрований у Державному комітеті інформаційної політики, телебачення та радіомовлення України, свідоцтво КВ № 22822-12722Р від 11.08.2017.

Міжнародний стандартний номер періодичного видання ISSN 2409-2584.
«Фармацевт Практик» розповсюджується за передплатою. Передплатний індекс — 06466.

Журнал розсилається в наукові та медичні бібліотеки України, бібліотеки медичних та фармацевтичних коледжів і вищих навчальних закладів. Архів журналу доступний на сайті видання , на сайті Національної бібліотеки України імені В.І. Вернадського (з 2012 року), на онлайн-платформі ISSUU. Видання індексується бібліографічною базою даних Google Scholar.

## Редакція
Головний редактор: Малішевська Наталія

Науковий редактор: Зупанець Ігор (д-р мед. наук, проф., завідувач кафедри клінічної фармакології з фармацевтичною опікою Національного фармацевтичного університету)

Редакція: Демецька Олександра (канд. біол. наук), Дедишина Лариса, Редькин Руслан (канд. фарм. наук), Примак Руслан (канд. хім. наук), Арістов Михайло (канд. мед. наук).

## Постійні експерти
- Лесик Роман Богданович (д-р фарм. наук, проф., Львівський національний медичний університет ім. Данила Галицького)
- Зайченко Ганна Володимирівна (д-р мед. наук, проф., Інститут підвищення кваліфікації спеціалістів фармації, Національний медичний університет імені О. О. Богомольця)
- Вишневська Лілія Іванівна (д-р фарм. наук, проф., Національний фармацевтичний університет)
- Соловйов Анатолій Іванович (д-р мед. наук, проф., ДУ «Інститут фармакології та токсикології НАМН України»)
- Заліська Ольга Миколаївна (д-р фарм. наук, проф., Львівський національний медичний університет ім. Данила Галицького, голова Українського відділення Міжнародного товариства фармакоекономіки та оцінки результатів (ISPOR))
- Варивончик Денис Віталійович (д-р мед. наук, заслужений лікар України, Національна медична академія післядипломної освіти імені П. Л. Шупика, ДУ «Інститут медицини праці НАМН України»)
- Кашинцева Оксана (канд. юр. наук, керівник Центру гармонізації прав людини і прав інтелектуальної власності НДІ ІВ НАПрН України та голови Сектора фармацевтичного права Комітету медичного та фармацевтичного права та біоетики Національної асоціації адвокатів України)

## Організації-партнери
- Державна служба України з лікарських засобів та контролю за наркотиками
- Державний експертний центр Міністерства охорони здоров'я України
- Всеукраїнська громадська організація «Аптечна професійна асоціація України»
- Національний фармацевтичний університет, Харків
- Львівський національний медичний університет ім. Данила Галицького
- Національний медичний університет імені О.О. Богомольця
- Юридична компанія «Правовий Альянс»

## Контактні дані
Адреса редакції: «Фармацевт Практик», БЦ «Наука», вул. Кржижанівського, 4, Київ, 03680 

## Сайт видання
fp.com.ua [Архівовано 3 серпня 2012 у Wayback Machine.]